# Hidden Valley (Prinzessin-Elisabeth-Land)
Das Hidden Valley (englisch für Verborgenes Tal) ist ein 1,3 km langes und 0,2 km breites Tal mit südost-nordwestlicher Ausrichtung an der Ingrid-Christensen-Küste des ostantarktischen Prinzessin-Elisabeth-Lands. In den Vestfoldbergen liegt es an der Nordflanke des Sørsdal-Gletschers. Zum Krok Lake besteht eine Verbindung über die Hidden Gorge. Der Talgrund weist eine ausgeprägte polygonale Gesteinsstruktur auf.
Das Antarctic Names Committee of Australia benannte es.